# Oronkua (département)
Oronkua est un département et une commune rurale de la province de l'Ioba situé dans la région du Sud-Ouest au Burkina Faso.

## Villages
Le département comprend un chef-lieu (populations en 2006) :
- Oronkua (2 335 habitants)

et de treize villages :
- Bankandi (2 487 habitants)
- Bisserké (1 461 habitants)
- Djianvour (674 habitants)
- Gagnimé (686 habitants)
- Gagou (608 habitants)
- Gbangbadotéon (702 habitants)
- Gnitégba (1 652 habitants)
- Kankaniba (1 558 habitants)
- Kombazien (1 417 habitants)
- Orpoune (2 886 habitants)
- Pouléba (2 073 habitants)
- Wahablé (1 402 habitants)
- Zintéo (1 321 habitants)